# Sinope (Turquía)
Sinope (en turco: Sinop, en hitita: Sinuwa; en griego: Σινώπη, Sinope) es un distrito y una ciudad situada en la región del Mar Negro, en Turquía, y capital de la provincia de Sinope.
Debido a que contaba con el único camino natural seguro en la costa norte de Anatolia, Sinope fue temporalmente el puerto más importante de la costa de Asia Menor en la Edad Antigua.
La ciudad es célebre como el lugar de nacimiento del filósofo griego antiguo conocido como Diógenes de Sinope, quien vivió la vida de un mendigo en sus calles en el siglo IV a. C.

## Historia

### Edad Antigua

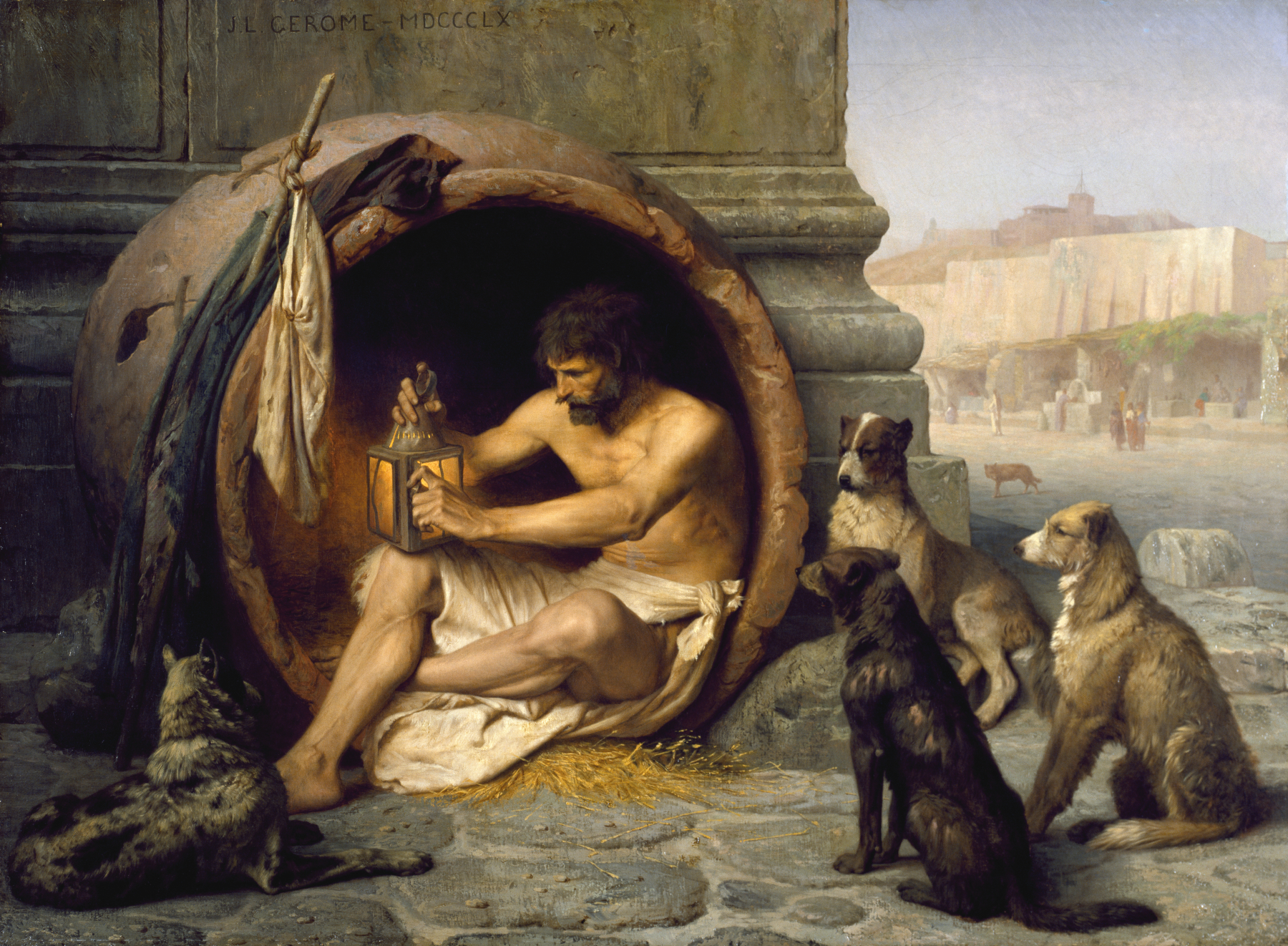
Diógenes de Sinope, obra de Jean-Léon Gérôme.

En el primer milenio a. C., Sinope fue la principal de las colonias griegas en la costa del Ponto Euxino, situada en una península de la costa de Paflagonia, cercana al cabo Carambis. Estrabón la sitúa a 700 estadios de este cabo. La ciudad está relacionada con la leyenda de los argonautas y con la ninfa Sinope, hija de Asopo. Existía una tradición que decía que había sido fundada por Autólico, un argonauta y compañero de Heracles. Incluso había una estatua suya en la ciudad, muy venerada, de la que se decía que emitía oráculos.
La tradición más difundida señalaba que Sinope había sido fundada como colonia de Mileto. Los colonos fueron expulsados por los cimerios, a los que el historiador Heródoto atribuye la fundación. Después de ser expulsados los cimerios, se estableció una colonia de Éfeso (632 a. C.), cuya fundación fue dirigida por Cous y Crítinas. En los años siguientes Sinope se convirtió en una ciudad importante y próspera.
En la segunda mitad del siglo V a. C. estaba gobernada por un tirano llamado Timesileón, que fue aliado de Atenas en la guerra del Peloponeso. Expulsado el tirano, los atenienses enviaron allí un cuerpo de 600 colonos. En esta época el historiador Jenofonte la describió como una rica y floreciente ciudad cuyo territorio llegaba el río Halis, y que ejercía influencia sobre las tribus de Paflagonia y Capadocia. Sinope había fundado colonias en Céraso, Cotiora y Trapezunte.
Polieno relata una estratagema del persa Datames según la cual prometió a los de la ciudad de Sinope que tomaría la ciudad de Sésamo, que era su enemiga y se la entregaría, pero pidió ayuda técnica para construir máquinas de asedio. Cuando los de Sinope le proporcionaron los medios, sitió Sinope en lugar de Sésamo. Eneas el Táctico también se refiere a esta guerra pero relata un ardid distinto: los habitantes de Sinope hicieron disfrazar a sus mujeres de soldados y las pasearon por las murallas para hacer creer a su enemigo que la ciudad estaba bien defendida.
Después de estar sometida al Imperio aqueménida fue incluida en el reino de Capadocia, bajo el dominio de Alejandro Magno. Del 322 al 301 a. C. pasó por manos de algunos de los diádocos de Alejandro Magno y en 301 a. C. se estableció la tiranía con Escidrotemis, príncipe que recibió una embajada de Ptolomeo I Sóter. En 280 a. C. volvió a ser otra vez república.
En 220 a. C. fue atacada por el rey Mitrídates II del Ponto, pero fue rechazado con ayuda enviada desde Rodas. Un tiempo después fue atacada por Farnaces I del Ponto (185-170 a. C.), sucesor de Mitrídates, en un ataque por sorpresa, y se apoderó de ella en 183 a. C. Los reyes del Ponto la convirtieron en su capital, aunque existen varias teorías sobre qué rey fue.
Mitrídates V del Ponto fue asesinado en la ciudad en 120 a. C. y le sucedió su hijo Mitrídates VI Eupator, que había nacido allí y había sido educado en la ciudad. Este rey la embelleció, construyendo un nuevo puerto, arsenales navales, y almacenes para la pesca. Después de la tercera guerra mitridática, Mitrídates nombró tirano de la ciudad a Báquides, pero fue finalmente ocupada por Lúculo (70 a. C.), que le devolvió después su independencia.
Farnaces II del Ponto se apoderó de la ciudad pero después de su derrota en Zela, Julio César puso la ciudad bajo protectorado romano y estableció allí una colonia romana (Colonia Julia Caesaris Felix Sinope).
Sinope siguió siendo una ciudad importante y una plaza fuerte destacada, pero su comercio comenzó a decaer, aunque la pesca del atún aún mantuvo su prosperidad. Estrabón dice que su flota era de las principales de los griegos, y se repartía con Bizancio la pesca de atún.
El problema de la falta de agua fue resuelto por el emperador romano Trajano con la construcción de un acueducto.
En Sinope nacieron, el filósofo Diógenes el cínico (412 a. C.-323 a. C.), Dífilo (360-350 a. C.-comienzos del siglo III a. C.), dramaturgo griego de la Comedia nueva, y el rey Mitrídates VI (132 a. C.-63 a. C.).

### Edad Media
Permaneció en poder de los imperios romano y bizantino, hasta que en 1071 fue ocupada por los selyúcidas, pero los bizantinos la recuperaron en 1098 y la conservaron hasta el año 1204.
Bajo el dominio del Imperio de Trebisonda, fue tomada otra vez, en 1214, por los selyúcidas, y el territorio fue repartido entre Nicea y Konya, que ocupó la ciudad. En 1243 la región pasó a soberanía del Khan de Persia. Hacia 1302, el emir de Kastamonu, Shudja al-Din Solimán (1301-1340), del emirato de Candaroglu, conquistó Sinope. Bajo los turcos se llamó Sinab.
Hacia la segunda mitad del siglo XIV, las luchas civiles condujeron a la división de los dominios del emirato de Candaroglu y algunos de los emires pretendientes residieron en Sinope. Aquí residía Isfandiyar cuando la ciudad fue ocupada por los otomanos en el 1393.
En 1402, Isfandiyar fue restaurado por Timur Lenk (Tamerlán), quien gobernó hasta 1458, año en el que otra vez fue ocupada por los otomanos. En 1461 el sultán Mehmed II consiguió dominarla definitivamente.

### Edad Moderna
En 1614 fue incendiada casi por completo por las tropas cosacas, comandadas por el atamán Sagaydachniy.

### Edad Contemporánea

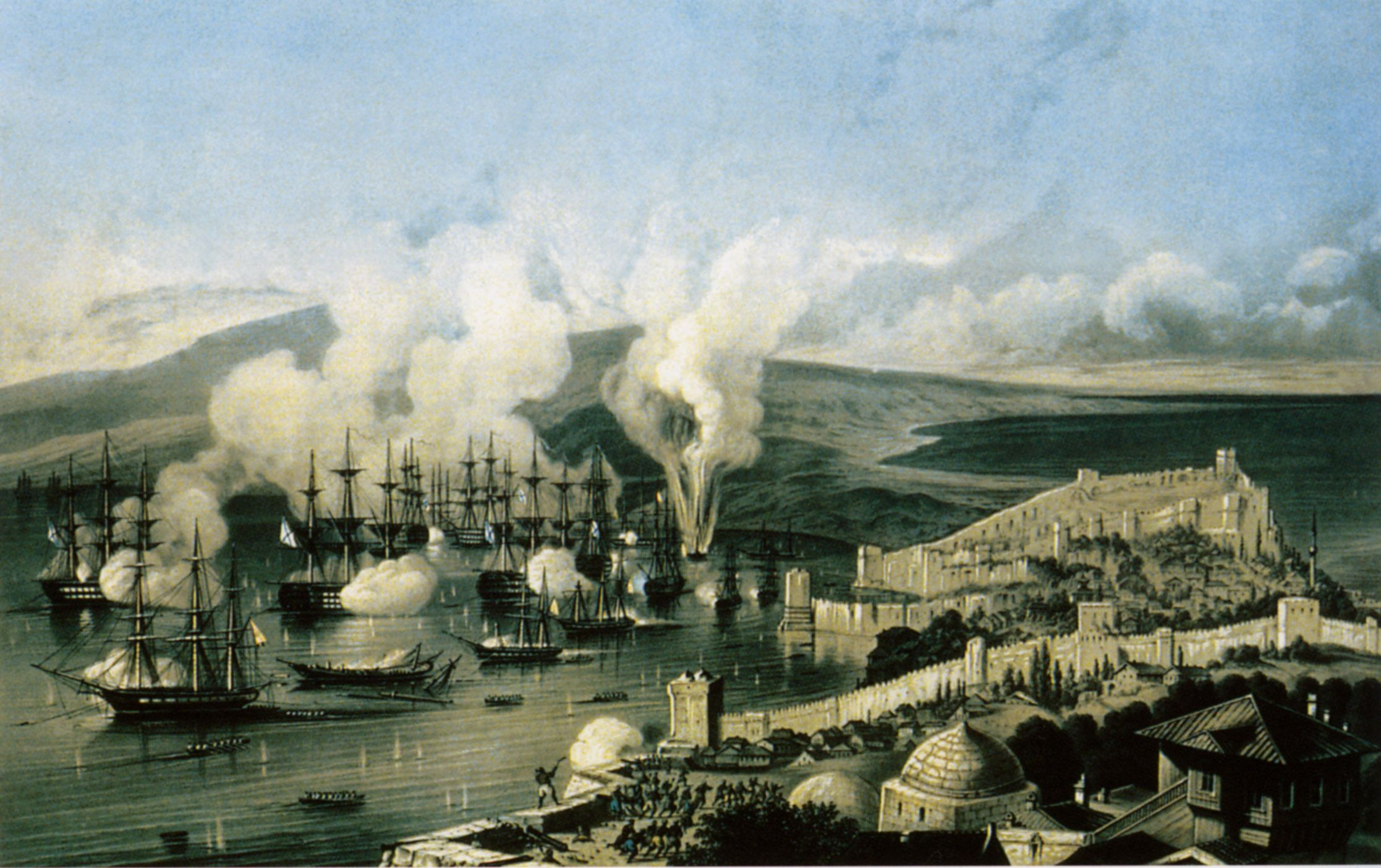
Batalla de Sinope (1853), por A. Bogolyúbov. 1860.

Durante la guerra de Crimea, la flota turca fue destruida por la escuadra rusa bajo el mando del almirante Pável Najímov en la batalla de Sinope, que tuvo lugar dentro del puerto de Sinope, el 30 de noviembre de 1853.
En el siglo XIX, el puerto era la segunda escala de los paquebotes que conectaban Constantinopla con Trebisonda.

## Cultura
Según el Instituto de Estadística de Turquía, la provincia de Sinope ocupa un lugar pobre en comparación con el resto del país en salud e infraestructura. Sin embargo, los habitantes de la ciudad de Sinope han sido considerados los más felices de país según la Encuesta de Satisfacción de Vida de ese mismo instituto durante varios años consecutivos.